# أيشي ماتسوموتو
أيشي ماتسوموتو (باليابانية: 松本栄一) هو مصور ياباني، ولد في 1915، وتوفي في 2004.